# Лейків
Лейків — колишнє село в Україні.
Підпорядковувалося Матяшівській сільській раді Великобагачанського району Полтавської області.
На 3-версній карті 1860—1870 років майбутнє село Лейків — один із хуторів Острижних. Село розташовувалося за 3 км на північ від Матяшівки. Плануванням нагадувало перевернуту в інший бік літеру Г, до «ніжки» якої прилучалися 2 невеликі бічні провулки. Станом на 1987 рік позначене як нежитлове.
11 липня 1990 року рішенням Полтавської обласної ради село виключене з облікових даних.